# Código Penal dos Estados Unidos do Brasil
O Código Penal dos Estados Unidos do Brasil, promulgado pelo decreto 847 de 11 de outubro de 1890, foi o primeiro código penal da República do Brasil, então recém-proclamada. Era composto por quatro "livros", contendo 412 artigos.
Inspirada na Constituição dos Estados Unidos, a nova Constituição da República, publicada um ano depois do novo código criminal, não garantiu como aquela que a inspirou os direitos individuais; o código, inspirado por essa mentalidade, na verdade procurava consolidar os valores políticos e sociais do novo regime, e possibilitar-lhe o controle social.
Já poucos anos depois de sua vigência, o código passou a receber críticas e propostas de sua alteração; Em 1893 o senador estadual paulista Paulo Egídio questionava: "É uma obra clássica? É uma obra neoclássica? É uma obra positiva? É uma obra metafísica? É uma obra inspirada no lombrosismo, no garofalismo, no ferrismo? (...) Ele não tem sistema."

## A questão do menor
A maioridade penal obedecia a um "critério biopsicológico": eram inimputáveis os menores de nove anos de idade; dos nove aos catorze anos o juiz deveria averiguar se o infrator tinha "discernimento" quando praticou o ato; era o que dizia o artigo 27: " Os maiores de 9 e menores de 14, que obrarem sem discernimento não são criminosos".
Esta situação perdurou até a aprovação, em 1927, do Código de Menores, conhecido como "Código de Mello Mattos".

## Religiões e práticas religiosas criminalizadas
O artigo 157 tipificava: "Praticar o espiritismo, a magia e seus sortilégios, usar de talismãs e cartomancias para despertar sentimentos de ódio ou amor, inculcar cura de moléstias curáveis ou incuráveis, enfim, para fascinar e subjugar a credulidade pública".
Além disto, punia, na parte das contravenções penais, práticas como a capoeira, a mendicância ou o alcoolismo contumaz.